# Masayoshi Yoshida
Masayoshi Yoshida (吉田 匡良 Yoshida Masayoshi?, nacido el 4 de agosto de 1982 en Nara) es un exfutbolista japonés. Jugaba de defensa y su último club fue el Matsumoto Yamaga FC de Japón.

## Trayectoria

### Clubes
| Club                 | País  | Año         |
| -------------------- | ----- | ----------- |
| Kyoto Purple Sanga   | Japón | 2001        |
| Ventforet Kofu       | Japón | 2002        |
| Sagawa Express Kyoto | Japón | 2003 - 2004 |
| FC Kariya            | Japón | 2005 - 2006 |
| Matsumoto Yamaga FC  | Japón | 2007 - 2008 |